# Liste der Biografien/Marp
Liste der Biografien |
Portal Biografien |
Personensuche
# |
A |
B |
C |
D |
E |
F |
G |
H |
I |
J |
K |
L |
M |
N |
O |
P |
Q |
R |
S |
T |
U |
V |
W |
X |
Y |
Z |
?
 
Ma |
Mb |
Mc |
Md |
Me |
Mf |
Mg |
Mh |
Mi |
Mj |
Mk |
Ml |
Mm |
Mn |
Mo |
Mp |
Mq |
Mr |
Ms |
Mt |
Mu |
Mv |
Mw |
Mx |
My |
Mz
 
Maa |
Mab |
Mac |
Mad |
Mae |
Maf |
Mag |
Mah |
Mai |
Maj |
Mak |
Mal |
Mam |
Man |
Mao |
Map |
Maq |
Mar |
Mas |
Mat |
Mau |
Mav |
Maw |
Max |
May |
Maz
 
Mara |
Marb |
Marc |
Mard |
Mare |
Marf |
Marg |
Marh |
Mari |
Marj |
Mark |
Marl |
Marm |
Marn |
Maro |
Marp |
Marq |
Marr |
Mars |
Mart |
Maru |
Marv |
Marw |
Marx |
Mary |
Marz
Die Liste der Biografien führt alle Personen auf, die in der deutschsprachigen Wikipedia einen Artikel haben. Dieses ist eine Teilliste mit 9 Einträgen von Personen, deren Namen mit den Buchstaben „Marp“ beginnt.

## Marp

### Marpa
- Marpa (1012–1097), Begründer der Kagyü-Schulrichtung des tibetischen Buddhismus

### Marpe
- Marperger, Bernhard Walther (1682–1746), deutscher lutherischer Theologe
- Marperger, Paul Jacob (1656–1730), deutscher Publizist auf den Gebieten des Merkantilismus, der Nationalökonomie und Kameralistik
- Marpet, Ali (* 1993), US-amerikanischer American-Football-Spieler

### Marpl
- Marples, David R. (* 1952), kanadischer Historiker und Universitätsprofessor an der University of Alberta
- Marples, Ernest, Baron Marples (1907–1978), britischer Minister und Unternehmer

### Marpu
- Marpurg, Friedrich (1825–1884), deutscher Dirigent und Komponist
- Marpurg, Friedrich Wilhelm (1718–1795), deutscher Musiktheoretiker und -kritiker der AufklärungFriedrich Wilhelm Marpurg (1718–1795)

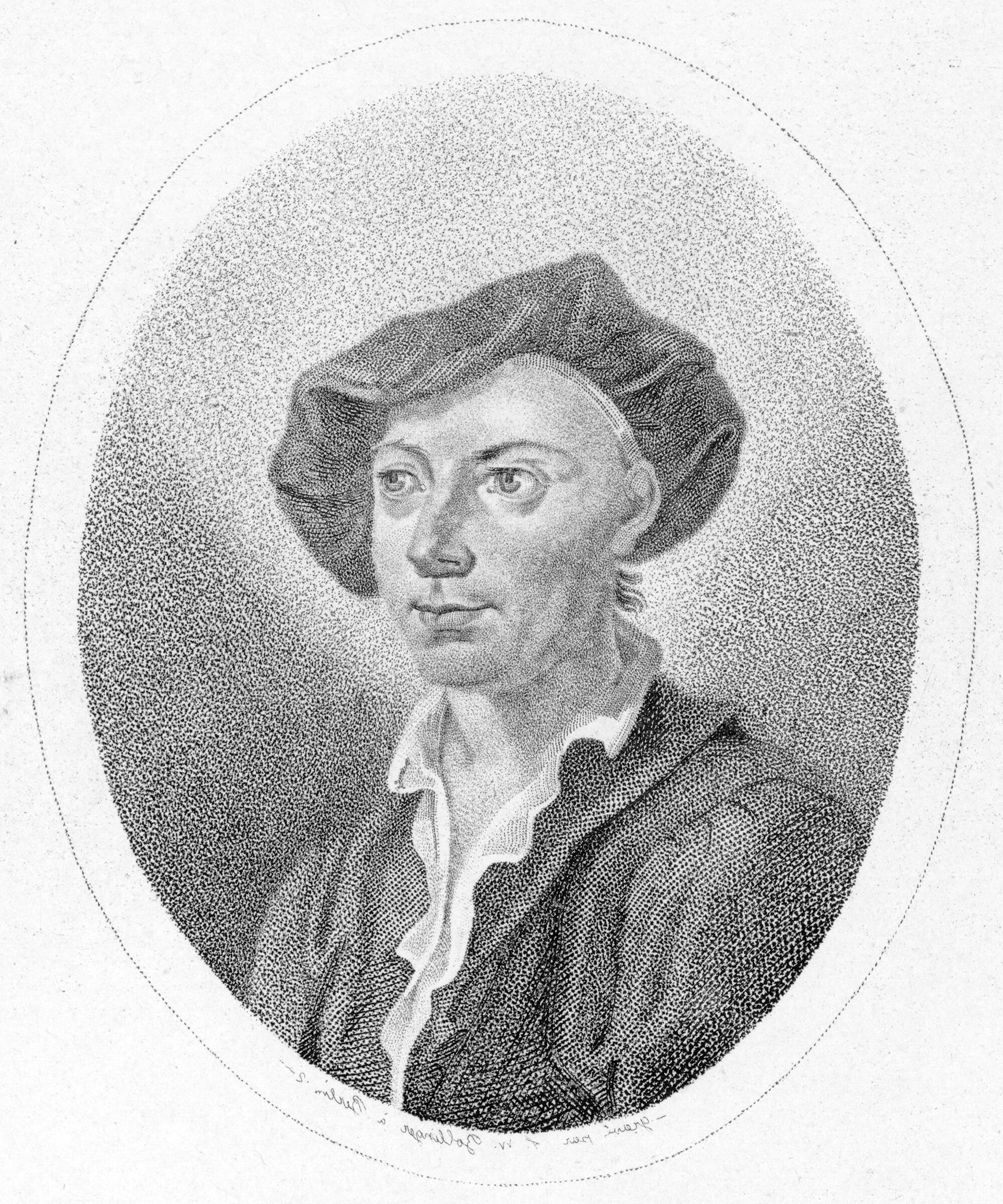
Friedrich Wilhelm Marpurg (1718–1795)

- Marpurg, Georg Gottfried (1755–1835), estnischer Geistlicher und Schriftsteller